# Fate Norris

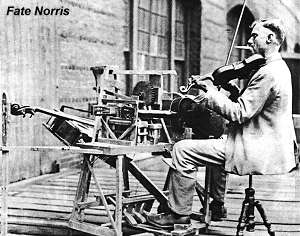
Fate Norris

Fate Norris (* 1878 in Resaca, Georgia als Singleton LaFayette Norris; † 11. November 1944 in Subligna, Georgia) war ein US-amerikanischer Old-Time-Musiker. Norris war von 1925 bis 1931 Mitglied der Stringband The Skillet Lickers als Banjospieler. Neben dem Banjo spielte Norris auch Mundharmonika.

## Leben

### Jugend
Norris wurde 1878 in Resaca geboren und war somit später das älteste Mitglied der Skillet Lickers. Über seine Jugend gibt es nur sehr wenige Erkenntnisse – musikalische Einflüsse sind beispielsweise gar nicht bekannt. Bis Anfang des 20. Jahrhunderts verdiente Norris seinen Lebensunterhalt als Farmarbeiter, machte sein Geld von da an aber als professioneller Musiker. Er war mit Elizabeth (Nachname unbekannt) verheiratet, mit der er auch eine Tochter, Mable, hatte.
Erste Erwähnung als Musiker fand Norris, als er am 4. Juli 1912 an einem Fiddlers Contest in Lawrenceville, Georgia, teilnahm. Berichten zufolge soll Norris auch um 1909 in Resaca mit Bud Landress und Bill Chitwood, zwei Mitgliedern der Georgia Yellow Hammers, zusammen gespielt haben. In jedem Fall reiste Norris mit verschiedenen Medicine Shows umher, bei denen er seine verschiedenen Komikeinlagen als Blackface Comedian und Bauchredner entwickelte. Ebenfalls in diese Zeit fällt der Anfang seiner One-Man-Band – ein Zeitungsartikel aus dem Jahre 1927 spricht von 17 Jahren Übung.

### Karriere
1926 war Norris eines der Gründungsmitglieder der Skillet Lickers. Mit dieser Band spielte er in den nächsten vier Jahren ungefähr 80 Stücke ein, verschwand 1930 aus ungeklärten Gründen aber aus der Besetzung. Mit Fiddler Clayton McMichen gab es in dieser Zeit oft Unstimmigkeiten. McMichen hatte eine Vorliebe für Jazz und experimentierte mit einer Synthese alter Old-Time Music und dem urbanen Swing- und Jazz-Elementen, während Norris im Kontrast dazu an der traditionellen Old-Time Music festhielt. Auf den meisten Aufnahmen der Band ist Norris jedoch aufgrund der schlechten Technik und seiner Spielweise kaum zu hören.
Mitte der 1920er Jahre machte Norris auch einige Platten unter seinem eigenen Namen für Columbia Records. Seine Hintergrundgruppe, genannt Playboys oder Tanner Boys, bestand aus Gid Tanner, Arthur Tanner, Clayton McMichen und Riley Puckett.
Norris starb 1944 auf der Bühne des March-of-Dimes-Benefizkonzertes in Subligna, Georgia. Er soll gesagt haben „I’m not afraid“ und fiel dann zu Boden.

## Diskografie
| Jahr                    | Titel                                                          | #       | Anmerkungen         |
| ----------------------- | -------------------------------------------------------------- | ------- | ------------------- |
| Columbia Records        |                                                                |         |                     |
|                         | New Dixie / I Don’t Reckon That’ll Happen Again                | 15124-D | mit den Tanner Boys |
|                         | Everyday Will Be Sunday By And By / Please Do Not Get Offended | 15217-D | mit Gid Tanner      |
|                         | Johnny Get Your Gun / Roll ‘Em On The Ground                   | 15435-D | mit den Playboys    |
| Unveröffentlichte Titel |                                                                |         |                     |
| 1926                    | - Hungry Hash House                                            |         | Columbia Records    |